# CygamesPictures
주식회사 CygamesPictures(사이게임즈픽처스)는 일본의 애니메이션 제작사다. Cygames의 자회사다.

## 역사
모회사인 Cygames가 2015년 3월에 애니메이션 사업부를 설립하고, 자사에서의 애니메이션 기획·제작, 비즈니스 전개를 개시한다. 그 흐름에 따라 제작하는 프로덕션 부문도 내제화할 수 있도록 2016년 4월에 설립했다. 다만 Cygames로서는 다른 제작사와도 지속적으로 협력 관계를 계속해 모든 것을 내제화하는 것은 아니라고 당시 이사였던 타케나카 노부히로가 말했다. 또한 Cygames와 마찬가지로 '최고의 콘텐츠 만들기'를 슬로건으로 내걸어, 인재 육성을 중시하여 애니메이션 제작에 힘쓰고 있다.
또한 Cygames의 애니메이션 사업부는 제작된 작품을 어떻게 비즈니스 전개해 나갈 것인가 하는 부문이며, CygamesPictures는 작품 자체를 실제작하는 부문으로서 다른 역할을 담당하고 있다.
2020년 11월, 본사를 도쿄도 무사시노시 기치조지미나미초 4초메 20번 14호에서 도쿄도 네리마구 샤쿠지이마치 2초메 14번 13호 NTT 샤쿠지이 빌딩 3F로 이전했다.
2021년 10월 대표이사 사장이었던 와타나베 코이치가 이사로 취임했고, 2대 대표이사 사장에는 이사를 지낸 타케나카 노부히로가 취임했다.
이미 다수의 스튜디오에 외주를 주는 것이 아니라 자사에서 설립한 이유로서, 세간에서 일반적으로 나쁘다고 일컬어지고 있는 애니메이션 제작 현장의 노동 환경을 우선은 자사의 환경하에서 개선해 실적을 쌓아, 좋은 물건을 만들 수 있는 환경 정비나 인재 육성을 들고 있다.

## 작품

### TV 애니메이션
- 마나리아 프렌즈 (2019년)
- 프린세스 커넥트! Re:Dive (2020년)
- 프린세스 커넥트! Re:Dive Seoson 2 (2022년)
- 아이돌마스터 신데렐라 걸즈 U149 (2023년)
- 용기폭발 뱅브레이번 (2024년)
- 아포칼립스 호텔 (2025년)
- 우마무스메 신데렐라 그레이 (2025년)
- 히카루가 죽은 여름 (2025년)

### 극장 애니메이션
- 우마무스메 PRETTY DERBY 새로운 시대의 문 (2024년)

### Web 애니메이션
- 블레이드 러너 블랙 아웃 2022 (2017년)
- THE IDOLM@STER CINDERELLA GIRLS 10th Anniversary Celebration Animation ETERNITY MEMORIES (2022년)
- 우마무스메 프리티 더비 Road to the Top (2023년)

### 비디오 게임
- 섀도우버스 (2021년)